# ATP Challenger de Camberra
O ATP Challenger de Camberra – ou Workday Canberra International, atualmente – é um torneio de tênis profissional masculino, de nível ATP Challenger 125.
Realizado em Camberra, no sudeste da Austrália, estreou em 1990, teve longos hiatos e voltou estável em 2015. Os jogos são disputados em quadras duras durante o mês de janeiro.

## Finais

### Simples
| Ano                                     | Campeão               | Vice-campeão         | Resultado      |
| --------------------------------------- | --------------------- | -------------------- | -------------- |
| 2025                                    | João Fonseca          | Ethan Quinn          | 6–4, 6–4       |
| 2024                                    | Dominik Koepfer       | Jakub Menšík         | 6–3, 6–2       |
| 2023                                    | Márton Fucsovics      | Leandro Riedi        | 7–5, 6–4       |
| Torneio não realizado entre 2022 e 2021 |                       |                      |                |
| 2020                                    | Philipp Kohlschreiber | Emil Ruusuvuori      | 7–65, 4–6, 6–3 |
| 2019                                    | Hubert Hurkacz        | Ilya Ivashka         | 6–4, 4–6, 6–2  |
| 2018 (29 out.)                          | Jordan Thompson       | Nicola Kuhn          | 6–1, 5–7, 6–4  |
| 2018 (8 jan.)                           | Andreas Seppi         | Márton Fucsovics     | 5–7, 6–4, 6–3  |
| 2017 (30 out.)                          | Matthew Ebden         | Taro Daniel          | 7–64, 6–4      |
| 2017 (9 jan.)                           | Dudi Sela             | Jan-Lennard Struff   | 3–6, 6–4, 6–3  |
| 2016 (31 out.)                          | James Duckworth       | Marc Polmans         | 7–5, 6–3       |
| 2016 (11 jan.)                          | Paolo Lorenzi         | Ivan Dodig           | 6–2, 6–4       |
| 2015                                    | Benjamin Mitchell     | Luke Saville         | 5–7, 6–0, 6–1  |
| Torneio não realizado entre 2014 e 2006 |                       |                      |                |
| 2005                                    | Chris Guccione        | Lars Uebel           | 7–5, 6–1       |
| 2004                                    | Peter Luczak          | Juan Pablo Brzezicki | 6–2, 6–1       |
| Torneio não realizado entre 2003 e 1991 |                       |                      |                |
| 1990                                    | Brett Steven          | Andrew Kratzmann     | 6–3, 6–4       |

### Duplas
| Ano                                     | Campeões                              | Vice-campeões                             | Resultado         |
| --------------------------------------- | ------------------------------------- | ----------------------------------------- | ----------------- |
| 2024                                    | Daniel Rincón Abdullah Shelbayh       | André Göransson Albano Olivetti           | 7–64, 6–3         |
| 2023                                    | André Göransson Ben McLachlan         | Andrew Harris John-Patrick Smith          | 6–3, 5–7, [10–5]  |
| Torneio não realizado entre 2022 e 2021 |                                       |                                           |                   |
| 2020                                    | Max Purcell Luke Saville              | Jonathan Erlich Andrei Vasilevski         | 7–63, 7–63        |
| 2019                                    | Marcelo Demoliner Hugo Nys            | André Göransson Sem Verbeek               | 3–6, 6–4, [10–3]  |
| 2018 (29 out.)                          | Evan Hoyt Wu Tung-lin                 | Jeremy Beale Thomas Fancutt               | 7–65, 5–7, [10–8] |
| 2018 (8 jan.)                           | Jonathan Erlich Divij Sharan          | Hans Podlipnik-Castillo Andrei Vasilevski | 7–61, 6–2         |
| 2017 (30 out.)                          | Alex Bolt Bradley Mousley             | Luke Saville Andrew Whittington           | 6–3, 6–2          |
| 2017 (9 jan.)                           | Andre Begemann Jan-Lennard Struff     | Carlos Berlocq Andrés Molteni             | 6–3, 6–4          |
| 2016 (31 out.)                          | Luke Saville Jordan Thompson          | Gordon Reid John-Patrick Smith            | 6–2, 6–3          |
| 2016 (11 jan.)                          | Mariusz Fyrstenberg Santiago González | Maverick Banes Jarryd Chaplin             | 7–63, 6–3         |
| 2015                                    | Alex Bolt Andrew Whittington          | Brydan Klein Dane Propoggia               | 7–62, 6–3         |
| Torneio não realizado entre 2014 e 2006 |                                       |                                           |                   |
| 2005                                    | Richard Fromberg Chris Guccione       | Werner Eschauer Vasilis Mazarakis         | 6–1, 6–2          |
| 2004                                    | Łukasz Kubot Zbynek Mlynarik          | Stephen Huss Peter Luczak                 | 7–63, 6–2         |
| Torneio não realizado entre 2003 e 1991 |                                       |                                           |                   |
| 1990                                    | Brett Custer Peter Doohan             | David Adams Jamie Morgan                  | 6–3, 6–4          |